# Marvin Heckel
Marvin Heckel (* 10. Mai 1997 in Krefeld) ist ein deutscher Basketballspieler.

## Laufbahn
Heckel spielte in der Jugend des SC Bayer 05 Uerdingen sowie später auch in der Herrenmannschaft sowie parallel dazu in der Jugend von Bayer Leverkusen. In Leverkusen erhielt er während des Spieljahres 2015/16 erste Einsatzminuten in der 2. Bundesliga ProA.
In der Saison 2016/17 bestritt er für s.Oliver Würzburg zwei Kurzeinsätze in der Basketball-Bundesliga, während er dank einer „Doppellizenz“ auch die TG s.Oliver Wuerzburg in der 2. Bundesliga ProB verstärkte.
Im Sommer 2017 kehrte er nach Leverkusen zurück und kam während des Spieljahres in 25 Partien in der 2. Bundesliga ProB zum Einsatz und erzielte Mittelwerte von 11,2 Punkten, 3,4 Korbvorlagen sowie 2,7 Rebounds je Begegnung. Zur Saison 2017/18 wechselte Heckel zum FC Baunach, der Nachwuchsfördermannschaft des Bundesligisten Brose Bamberg, in die 2. Bundesliga ProA. Für die Bamberger Bundesligamannschaft erhielt er ebenfalls eine Spiellizenz. Heckel erzielte in der Saison 2018/19 im Durchschnitt 7,1 Punkte je Spiel für Baunach in der 2. Bundesliga ProA, verpasste mit der Mannschaft aber den Klassenverbleib.
Im Sommer 2020 wechselte er zum Zweitligisten Eisbären Bremerhaven. Für die Eisbären erzielte er in der Saison 2020/21 im Schnitt 8,2 Punkte je Begegnung. Ende August 2021 gab Drittligist EPG Baskets Koblenz Heckels Verpflichtung bekannt. In Koblenz wurde er Mannschaftskapitän. 2023 gewann er mit dem Verein den ProB-Meistertitel. Heckel war als Leistungsträger an dem Erfolg beteiligt, er erzielte im Verlauf des Spieljahres 2022/23 im Durchschnitt 14,1 Punkte je Begegnung. Nach dem Ende der Saison 2023/24 bat Heckel in Koblenz um die Auflösung des bestehenden Vertrages. Diesem Ansuchen kam die Mannschaftsführung nach.
Heckel schloss sich in der Sommerpause 2024 dem Bundesliga-Absteiger Tigers Tübingen an, bei dem Domenik Reinboth das Traineramt übernommen hatte, der Heckel in der Jugend von Bayer Leverkusen gefördert hatte.

## Statistiken

### ProA

#### Hauptrunde
| Saison  | Verein      | G  | MIN   | 2P%  | 3P%  | FT%  | AS  | TR  | ST  | BL  | PTS |
| ------- | ----------- | -- | ----- | ---- | ---- | ---- | --- | --- | --- | --- | --- |
| 2015/16 | Leverkusen  | 8  | 7:42  | 33.3 | 0.0  | 70.0 | 0.1 | 1.0 | 0.0 | 0.0 | 1.1 |
| 2018/19 | Baunach     | 30 | 27:33 | 39.7 | 32.4 | 60.0 | 3.5 | 2.3 | 0.7 | 1.0 | 7.1 |
| 2020/21 | Bremerhaven | 26 | 23:30 | 46.4 | 41.6 | 73.5 | 3.7 | 1.8 | 0.9 | 0.0 | 8.1 |

#### Playoffs
| Saison  | Verein      | G | MIN   | 2P%  | 3P%  | FT%  | AS  | TR  | ST  | BL  | PTS |
| ------- | ----------- | - | ----- | ---- | ---- | ---- | --- | --- | --- | --- | --- |
| 2020/21 | Bremerhaven | 5 | 28:25 | 60.0 | 43.8 | 78.6 | 2.8 | 1.2 | 0.2 | 0.0 | 8.8 |

### ProB

#### Hauptrunde
| Saison  | Verein     | G  | MIN   | 2P%  | 3P%  | FT%  | AS  | TR  | ST  | BL  | PTS  |
| ------- | ---------- | -- | ----- | ---- | ---- | ---- | --- | --- | --- | --- | ---- |
| 2016/17 | Würzburg   | 22 | 21:38 | 41.0 | 31.6 | 67.6 | 2.7 | 2.0 | 0.5 | 0.1 | 5.0  |
| 2017/18 | Leverkusen | 22 | 24:19 | 47.6 | 32.1 | 71.4 | 3.0 | 2.5 | 1.0 | 0.0 | 10.6 |
| 2019/20 | Baunach    | 22 | 30:05 | 46.9 | 45.9 | 72.3 | 4.1 | 2.2 | 1.2 | 0.1 | 13.5 |
| 2021/22 | Koblenz    | 22 | 32:18 | 54.2 | 36.5 | 72.6 | 5.7 | 2.7 | 1.5 | 0.0 | 14.4 |

#### Playoffs
| Saison  | Verein     | G | MIN   | 2P%  | 3P%  | FT%  | AS  | TR  | ST  | BL  | PTS  |
| ------- | ---------- | - | ----- | ---- | ---- | ---- | --- | --- | --- | --- | ---- |
| 2016/17 | Würzburg   | 6 | 26:57 | 43.5 | 23.5 | 58.3 | 3.0 | 3.0 | 1.3 | 0.0 | 6.5  |
| 2017/18 | Leverkusen | 3 | 31:25 | 52.4 | 25.0 | 82.6 | 5.7 | 4.3 | 1.3 | 0.0 | 15.7 |
| 2021/22 | Koblenz    | 6 | 32:56 | 60.8 | 26.7 | 63.0 | 5.5 | 4.3 | 1.3 | 0.0 | 15.2 |